# 舆论引导
舆论引导是網路用語，指一旦突发事件发生，官方媒体即第一时间发布信息和数字，主动阐明立场和观点，以达到新闻管制以及维护政府形象的目的，另一方面，官方有效的舆论引导也可消解公众不满意识，达到维护社会稳定的目的。自上个世纪90年代初，新闻传播学者就展开了关于突发事件舆论传播的研究。 刘建明在《舆论传播》等书中提出了“不要害怕反对意见”、“既要讲真话，也要讲真理”等观点。 陈力丹在《舆论导向研究》书中指出，面对情绪型舆论时，媒体要保持冷静与理智；引导讯息性舆论时，要以准确的讯息对模糊的讯息。

## 概述
「輿論引導」是原中共中央总书记胡锦涛任期内的核心新闻政策，舆论工作的核心口号。 相比前总书记江泽民时期的新闻政策，「輿論引導」可被理解为是中国官方运用更为柔性的宣传手段，看似还以民众知情权，实则掌握话语权和主动权，全面维护中共利益。传媒学者钱钢认为，官方对「輿論引導」的几个策略为：对公开无法隐瞒的突发新闻事件抢先发布官方解释；主动设置议程左右言论；同时以开放和透明的态度邀请外国媒体在第一时间现场采访和报道；让影响面甚广的门户网站为我所用；以震动较小的办法，封杀当局不希望传播的消息，处罚不听话的传媒。

## 形成
2007年1月23日，中共中央總書記胡錦濤在中共中央政治局第38次集體學習時強調要「加強網上思想輿論陣地建設，掌握網上輿論主導權，提高網上引導水平，講求引導藝術，積極運用新技術，加大正面宣傳力度，形成積極向上的主流輿論」。
十七大后，胡锦涛在2008年1月发表讲话，提出“提高舆论引导能力，进一步为改革发展稳定营造良好氛围”。
2008年6月20日 （620讲话），胡锦涛在视察《人民日报》时，着重就提高舆论引导能力讲了五点意见。这也被看作是对其「輿論引導」新闻政策作出的全面表述。 五点意见包括：

|  | 1. 必須堅持黨性原則，牢牢把握正確輿論導向。輿論引導正確，利黨利國利民；輿論引導錯誤，誤黨誤國誤民。……把堅持正確導向放在新聞宣傳工作的首位； 2. 必須堅持以人爲本……要把實現好、維護好、發展好最廣大人民的根本利益作爲新聞宣傳工作的出發點和落脚點，把體現黨的主張和反映人民心聲統一起來，把堅持正確導向和通達社情民意統一起來……； 3. 必須不斷改革創新，增强輿論引導的針對性和實效性……按照新闻传播规律办事，创新观念、创新内容、创新形式、创新方法、创新手段，努力使新闻宣传工作体现时代性、把握规律性、富于创造性，不断提高舆论引导的权威性、公信力、影响力； 4. 必須加强主流媒體建設和新興媒體建設，形成輿論引導新格局。要從社會輿論多層次的實際出發……整合都市類媒體、網絡媒體等多種宣傳資源，努力構建定位明確、特色鮮明、功能互補、覆蓋廣泛的輿論引導新格局； 5. 必须切实抓好队伍建设，增强凝聚力和战斗力。做好新闻宣传工作，关键在班子、在队伍、在人才……确保新闻宣传工作的领导权牢牢掌握在忠于马克思主义、忠于党、忠于人民的人手里。 |

钱钢认为，官方看到了社交媒体时代软宣传的必要性，胡锦涛新闻政策的要点，是将对信息和舆论的被动防堵，转为积极出击。是为“传媒控制的升级版”。

## 相关事件

### 烏魯木齊七·五騷亂事件
在应对烏魯木齊七·五騷亂事件上，中国政府采取了较为开放的新闻管制方式，国际上并未出现强烈反弹，新闻界的反应大体正面。在七·五事件发生数个小时后，当局没有驱赶境外媒体记者，政府的新闻发布也比较及时，中国官方媒体提供的数字和观点被各国媒体广泛应用。中國人民大學新聞學院副院長喻國明在接受大公报采访时認為，官方媒體在第一時間報道事件的動態是符合需要的，這對於滿足人們的資訊需求非常必要。在經歷了西藏314事件之後，如果官方媒體不能在第一時間用自己的畫面和聲音來表達，一旦西方媒介能夠以某種方式，從網路上或者通過渠道拿到這個消息，以他們的方式報道對中國是更不利的。

### 五毛党
舆论引导也催生了一批网络评论员，由于会得到官方的金钱奖励，他们也被网民戏称为五毛党。网络评论员通常以普通网民的身份，在網上對政府進行正面宣傳引導。特別是在發生突發事件時，要及時引導網上輿論，維護政府的正面形象，儘可能消除各種對政府和學校負面的影響。